# 51-es busz (Szeged)
A szegedi 51-es jelzésű autóbusz Tarján, víztorony és a PETROLSZERVÍZ között közlekedett 2011. június 15-ig. A város egyik leghosszabb járatának számított. A vonalat a Tisza Volán Zrt. üzemeltette.

## Története
Kezdetben a Nagyállomásról járt, 2009-ben rövidítették le Tarjánig.
Útvonala 2009-ig: Személy pu. - Szentháromság utca - Nagykörút - Csongrádi sgt. - Makkosházi krt. - Budapesti krt. - Tarján, Víztorony tér - József Attila sgt. - Algyői út - MOL iparterület - MOL Nyrt. központ

## Útvonala
| PETROLSZERVÍZ felé                                                            | Tarján, víztorony felé                                                        |
| Tarján, víztorony vá. – József Attila sugárút – Algyői út – PETROLSZERVÍZ vá. | PETROLSZERVÍZ vá. – Algyői út – József Attila sugárút – Tarján, víztorony vá. |